# Harrisonburg (Luisiana)
Harrisonburg es una villa ubicada en la parroquia de Catahoula, Luisiana, Estados Unidos. Según el censo de 2020, tiene una población de 277 habitantes.

## Geografía
La localidad está ubicada en las coordenadas 31°46′6″N 91°49′23″O / 31.76833, -91.82306 (31.768456, -91.823014). Según la Oficina del Censo de los Estados Unidos, Harrisonburg tiene una superficie total de 2.73 km², de la cual 2.51 km² corresponden a tierra firme y 0.22 km² son agua.

## Demografía
Según el censo de 2020, hay 277 personas residiendo en Harrisonburg. La densidad de población es de 107.97 hab./km². El 71.48% de los habitantes son blancos, el 20.58% son afroamericanos, el 0.36% es asiático, el 6.14% son de otras razas y el 1.44% son de una mezcla de razas. Del total de la población, el 6.50% son hispanos o latinos de cualquier raza.